# エウリクレイア (小惑星)
エウリクレイア (195 Eurykleia) は、小惑星帯に位置する大きくて暗い小惑星の一つ。
1879年4月19日にオーストリアの天文学者、ヨハン・パリサが発見し、ホメロスの『オデュッセイア』に登場するオデュッセウスの乳母エウリュクレイアの名前に因んで名付けられた。